# Jereimentau
Jereimentau (kasachisch und russisch Ерейментау) ist eine Stadt in Kasachstan.

## Geografische Lage
Die Stadt befindet sich im Gebiet Aqmola auf der Eisenbahnstrecke Astana-Kulunda 146 km nordöstlich der kasachischen Hauptstadt. Jereimentau ist Verwaltungssitz des gleichnamigen Verwaltungsbezirks Jereimentau. Es liegt an der Südsibirischen Eisenbahn.

## Geschichte
1965 bekam der Ort die Stadtrechte verliehen. Ende der 1970er Jahre war geplant eine Deutsche Autonome Oblast für die Wolgadeutschen sowie deren Nachkommen innerhalb der Kasachischen SSR zu errichten, da ungefähr 900.000 Russlanddeutsche zu dem Zeitpunkt in Kasachstan lebten. Diese Autonomie sollte als Ersatz für die im Jahre 1941 aufgelöste Wolgadeutsche Republik dienen. Als Verwaltungszentrum war Jereimentau vorgesehen. Dieses Vorhaben scheiterte allerdings am Widerstand der einheimischen Bevölkerung.

## Bevölkerung
Jereimentau hat rund 8700 Einwohner.
| Einwohnerentwicklung | Einwohnerentwicklung | Einwohnerentwicklung | Einwohnerentwicklung | Einwohnerentwicklung | Einwohnerentwicklung |
| 1959                 | 1970                 | 1979                 | 1989                 | 1999                 | 2009                 |
| -------------------- | -------------------- | -------------------- | -------------------- | -------------------- | -------------------- |
| 10.999               | 15.276               | 15.134               | 15.973               | 15.087               | 12.518               |